# Nova Popina, Silistra
Nova Popina (în bulgară Нова Попина, în română Hogeachioi) este un sat în comuna Sitovo, regiunea Silistra, Dobrogea de Sud, Bulgaria. 
Între anii 1913-1940 a făcut parte din plasa Silistra a județului Durostor, România.

## Demografie
Componența etnică a satului Nova Popina
     Bulgari (91,93%)
     Nicio identificare (8,06%)
     Altele (0%)
La recensământul din 2011, populația satului Nova Popina era de 62 locuitori. Din punct de vedere etnic, majoritatea locuitorilor (91,93%) erau bulgari. Pentru 8,06% din locuitori nu este cunoscută apartenența etnică.